# Barry Windham
Pour les articles homonymes, voir Windham.
Barry Clinton Windham (né le 4 juillet 1960 à Sweetwater) est un catcheur (lutteur professionnel) américain.
Il est le fils du catcheur Blackjack Mulligan et suit les traces de son père au début des années 1980. Il se fait connaitre d'abord à la Mid-Atlantic Championship Wrestling (en) puis à la World Wrestling Federation (WWF). À la WWF, il fait équipe avec Mike Rotunda avec qui il forme l'équipe The US Express et ils remportent à deux reprises le championnat du monde par équipes de la WWF.

## Jeunesse
Windham est le fils du catcheur Blackjack Mulligan et a un frère Kendall Mulligan. Il fait de la lutte et fait partie de l'équipe de football américain de son lycée. Il continue à pratiquer ces deux sports à l'université d'état de l'Ouest du Texas (en).

## Carrière de catcheur

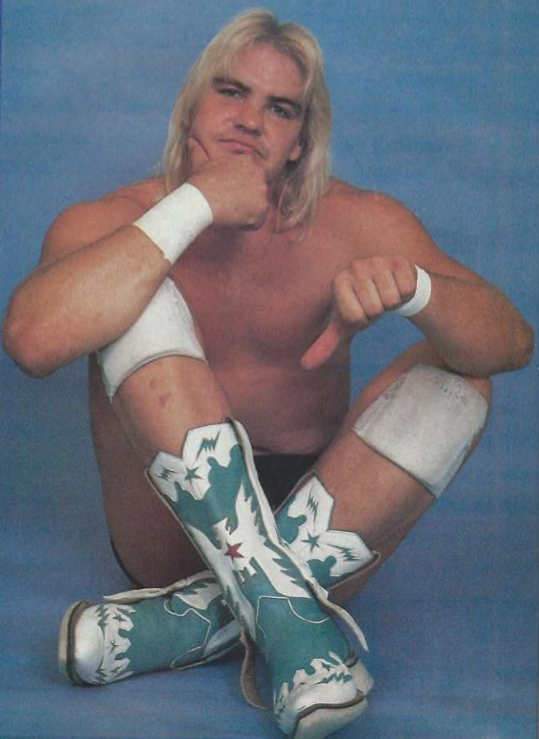
Barry Windham en tenue de catcheur

### Début (1979-1984)
Windham commence à travailler dans le monde du catch en tant qu'arbitre alors qu'il est encore à l'université. Par la suite, il s'entraîne auprès de son père Blackjack Mulligan et Harley Race. Il perd son premier combat face à J.J. Dillon au Texas le 27 novembre 1979. Par la suite, il part en Floride et il rejoint la Championship Wrestling from Florida (en).

### World Wrestling Fédération (1984-1985)
Il fait ses débuts à la télévision lors d'un show diffusé le 3 novembre 1984 en battant The Executioner. Lors du show du 10 novembre, il bat Jerry Valiant. Lors du show du 17 novembre, il bat Charlie Fulton. 

#### Équipe avec Mike Rotundo (1984-1985)
Il fait équipe avec Mike Rotundo pour battre RT Reynolds & Terry Gibbs, lors d'un show diffusé le 24 novembre 1984. Le 8 décembre, lui et Rotundo battent Charlie Fulton & Johnny Rodz. Le 15 décembre, ils battent The Iron Sheik et Nikolai Volkoff par décompte extérieur. Le 28 décembre, il bat Mr. Fuji en 39 secondes.
Le 5 janvier 1985, Windham et Rotundo battent Charlie Fulton et Rusty Brooks. Lors d'un house show du 6 janvier, ils perdent face à Adrian Adonis & Dick Murdoch et ne remportent pas les titres par équipe. Le même soir, ils remportent une Battle Royale composée de 10 équipes. 

#### WWF World Tag Team Champions et perte des titres (1985)
Ils remportent les titres par équipe lors du House Show du 21 janvier en battant Adrian Adonis et Dick Murdoch. Ils défendront et conserveront leurs titres dans des matchs contre The Iron Sheik et Nikolai Volkoff durant plusieurs House Shows du début du mois de février. Le 16 février, il bat Dick Murdoch. Le 18 février, ils battent The Masked Assassin et The Spoiler et conservent les titres par équipe. Le 23 février, ils battent Johnny Rodz & Steve Lombardi pour conserver les titres par équipe. Le 2 mars, ils battent Rene Goulet et The Demon, et restent champions par équipe. Le 23 mars, ils battent Frank Marconi et Matt Borne et restent champions par équipe. Le 30 mars, ils battent Buddy Rose et Jim Haley pour rester champions par équipe. Le 31 mars, lors de WWF WrestleMania, ils perdent les titres par équipe face à Nikolai Volkoff et The Iron Sheik. À ce moment-là, les deux équipes vont s'affronter à plusieurs reprises, et la majeure partie de ces matchs seront pour les titres par équipe. Le 27 avril, les deux équipes participent à la 50.000 Dollar Tag Team Battle Royale, mais les vainqueurs seront Jimmy Snuka & Ricky Steamboat. Le 11 mai, lors du premier épisode de WWF Saturday Night's Main Event, Windham et Rotundo font équipe avec Ricky Steamboat pour battre George Steele, Nikolai Volkoff et The Iron Sheik. 

#### The US Express, 2 fois Champions par équipe et perte des titres (1985)
Le 20 mai, leur équipe se nomme désormais The US Express, et ils affrontent les champions par équipes qu'ils battent par décompte extérieur, mais les champions conservent leurs titres. Le 21 juin, ils perdent avec George Steele par disqualification face à The Heenan Family (Adrian Adonis, Big John Studd & Bobby Heenan). Le 13 juillet, ils battent Nikolai Volkoff et The Iron Sheik pour devenir champions par équipe pour la deuxième fois. Le 3 août, ils conservent leurs titres en battant Barry O & Larry Finnegan. Le 10 août, ils battent The Dream Team (Brutus Beefcake et Greg Valentine) et restent champions par équipe. Le 24 août, ils perdent leurs titres face à The Dream Team. 
Barry Windham quittera la WWF durant le mois d'octobre 1985.

## Palmarès
- Championship Wrestling from Florida (en)
  - 1 fois champion Télévision de Floride de la National Wrestling Alliance (NWA)[7]
  - 6 fois champion poids lourd de Floride de la NWA[8]
  - 1 fois champion poids lourd du Sud (version Floride) de la NWA[9]
  - 1 fois champion Global par équipes de Floride de la NWA avec Ron Bass (en)[10]
  - 2 fois champion par équipes de Floride de la NWA avec Scott McGhee puis avec Mike Graham (en)[11]
  - 3 fois champion par équipes des États-Unis de la NWA (version Floride) avec Mike Rotundo[a],[12]
- National Wrestling Alliance New England (NWA New England)
  - 1 fois champion poids lourd de la NWA New England[13]
- Southern Championship Wrestling
  - 1 fois champion poids lourd du Sud (version Knoxville) de la National Wrestling Alliance[14]

- World Championship Wrestling (WCW)
  - 1 fois champion du mondeTelevision de la WCW[15]
  - 1 fois NWA United States Championship
  - 1 fois NWA Worlds Heavyweight Championship
  - 3 fois WCW World Tag Team Championship  avec Dustin Rhodes, avec Curt Hennig et avec Kendall Windham[16]
  - 1 fois WCW United States Tag Team Championship (avec Ron Garvin)

- World Wrestling Federation
  - 2 fois WWF World Tag Team Championship (avec I.R.S)
  - WWE Hall of Fame (2012) avec les (avec les Four Horsemen)
  - WWE Hall of Fame (2024) avec les U.S. Express (en)

## Vie privée
Windham a un garçon nommé Callan et une fille nommée Abigail avec son ex-femme, Kebra.
Il est le beau-frère de Mike Rotunda, et l'oncle de Bray Wyatt et Bo Dallas.